# 7月8日
7月8日是公曆年的第189天（閏年的第190天），離一年的結束還有176天。

## 大事記

### 18世紀以前
- 292年：馬雅文明城邦蒂卡爾建國。
- 1099年：15,000名參與第一次十字軍東征並且挨餓的基督教隊伍在伊斯蘭教信徒的關注下環繞耶路撒冷遊行一圈。
- 1283年：參與西西里晚禱戰爭的勞里亞的羅傑（英语：Roger of Lauria）率領著亞拉岡王國軍隊在馬爾他戰役（英语：Battle of Malta）中擊敗試圖鎮壓馬爾他叛亂的卡佩-安茹王朝（英语：Capetian House of Anjou）艦隊。
- 1497年：葡萄牙航海家瓦斯科·達伽馬率領船隊從里斯本出發，開始探索從歐洲直接前往印度的航行路線。
- 1549年：羅伯特·凱特兄弟領導農民於英國諾福克郡溫姆鎮展開農民起義（英语：Kett's Rebellion）。
- 1579年：在韃靼斯坦共和國喀山的地下教堂內發現了俄羅斯正教會教徒所繪製的最高聖像畫喀山聖母像。
- 1645年：清顺治二年六月十五日，多尔衮通告全国军民剃发。下令各地限公文到达的十日内完成剃发，违令者死。
- 1663年：查理二世授予約翰·奇勒（英语：John Clarke (Baptist minister)）羅德島州的皇家特許狀。

### 18世紀
- 1709年：俄羅斯沙皇彼得一世率領的軍隊在波爾塔瓦會戰中擊敗瑞典國王卡爾十二世的軍隊。
- 1730年：預估地震規模8.7的智利大地震（英语：1730 Valparaíso earthquake）所引發的海嘯破壞智利的海岸線超過1,000公里（620英哩）。
- 1758年：新法蘭西總司令蒙卡爾姆在鐘琴堡戰役中擊垮一支具有五倍人數優勢的英軍部隊。
- 1760年：新法蘭西艦隊在雷斯蒂古什海戰（英语：Battle of Restigouche）中遭到英國軍艦擊敗，這也是雙方在法國－印第安人戰爭中最後一次海戰。
- 1775年：北美十三州殖民地代表在大陸會議上正式簽署了《橄欖枝請願書》。

### 19世紀
- 1808年：約瑟夫·波拿巴批准了巴約訥條約（英语：Bayonne Statute），並且以此為基礎開始統治西班牙並且以西班牙國王的身分制定皇家憲章。
- 1822年：英國安大略遭到歐及布威族的攻擊。
- 1822年：英國浪漫主義詩人珀西·比希·雪萊在義大利拉斯佩齊亞乘船渡海時遇難身亡。
- 1853年：美國海軍准將馬修·培里率領四艘黑船停靠日本浦賀，遞交國書迫使江戶幕府結束鎖國。
- 1859年：卡爾十五世成為瑞典－挪威聯合國王。
- 1861年：俄羅斯公使進駐北京大使館。
- 1864年：新選組突襲位於日本京都池田屋的長州藩志士（日语：志士）。
- 1874年：西北騎警（英语：North-West Mounted Police）正式創立，後來演變成為今日的皇家加拿大騎警。
- 1876年：南卡羅來納州漢堡（英语：Hamburg, Aiken County, South Carolina）發生白人優越主義人士聯合殺害5名黑人的案件。
- 1879年：珍妮特號帆船（英语：USS Jeannette）自舊金山開始準備航行至北極地區探險。
- 1889年：美國道瓊公司創辦的《華爾街日報》首次發行，後來成為發行量最大的報紙之一。
- 1892年：加拿大紐芬蘭與拉布拉多聖約翰斯發生嚴重大火（英语：Great Fire of 1892）。
- 1898年：犯罪組織領導人叟皮·史密斯（英语：Soapy Smith）在阿拉斯加史凱威的朱諾碼頭槍戰（英语：Shootout on Juneau Wharf）中喪命。

### 20世紀
- 1912年：恩里克·米切爾·德·派瓦·科塞羅（英语：Henrique Mitchell de Paiva Couceiro）於沙维什針對葡萄牙第一共和國發動叛亂行動（英语：Royalist attack on Chaves），但是最終仍然宣告失敗。
- 1914年：孫中山在日本東京召開中華革命黨的成立大會。
- 1932年：道瓊工業平均指數到達經濟大恐慌時期的最低點，其中收盤在41.22。
- 1937年：阿富汗、伊朗、伊拉克和土耳其簽訂要求互不侵犯的《萨德阿巴德条约》。
- 1947年：各家新聞媒體開始報導美國陸軍航空隊成員在新墨西哥州羅斯維爾尋獲飛碟碎片，而軍方則表示只是回收高海拔實驗監測氣象球的碎片。
- 1948年：美國空軍正式允許女性士兵（英语：Women in the Air Force）加入。
- 1960年：弗蘭西斯·加利·鮑威爾因為駕駛U-2偵察機於蘇聯上空進行間諜行為而遭到起訴審判。
- 1962年：仰光大學所發起的學生運動引起吳奈溫的強力鎮壓。
- 1967年：文化大革命：北京建筑工业学院的“造反派”发起“揪刘行动”，要求把刘少奇“揪出中南海”。1970年，“揪刘”“革命行动”反而被定性为“围困中南海反革命事件”。
- 1967年：六七暴动：一群武裝廣東民兵在香港邊境禁區沙頭角非法越境並與香港警察爆發槍戰，事件共造成6死20傷。
- 1970年：美國總統理查·尼克森表示美洲原住民自決（英语：Native American self-determination）將成為美國政府對於美洲原住民的基本政策，對此之後美國國也通過了特別法案《1975年印地安自決暨教育補助法（英语：Indian Self-Determination and Education Assistance Act of 1975）》。
- 1982年：伊拉克總統薩達姆·海珊在訪問杜賈爾村時其車隊遭到當地什葉派青年的襲擊。
- 1987年：香港島太古城中心的商場發生爆炸案。
- 1988年：印度從班加羅爾通往科摩林角的島嶼快車（英语：Island Express (train)）於橋梁上出軌並掉入阿什塔穆迪湖，造成列車上105名乘客死亡和和超過200人受傷。
- 1990年：第十四屆世界盃足球賽決賽於羅馬奧林匹克體育場舉行。
- 1994年：美式足球運動員O·J·辛普森被美國法院以謀殺罪名起訴。
- 1994年：北韓最高領導人金日成因心臟病逝世，之後最高人民會議選舉金正日接掌政權。
- 1996年：《聯合國氣候變化綱要公約》第2屆締約方會議召開。
- 1997年：北約擴大計畫正式啟動。

### 21世紀
- 2003年：加拿大同性婚姻：加拿大卑詩省判決同性伴侶可以在該省結婚，並立即生效。
- 2010年：墨西哥灣受深水地平線漏油事件影響的地區發現了兩個副棘茄魚屬新物種（路易斯安那副棘茄魚及雙棘副棘茄魚）。
- 2011年：美國國家航空暨太空總署的亞特蘭提斯號太空梭於佛羅里達州甘迺迪太空中心發射升空，執行美國最後一次太空梭飛行任務STS-135。
- 2011年：《世界新聞報》編輯安迪·考森（英语：Andy Coulson）因涉嫌參與《世界新聞報》電話竊聽醜聞而遭到逮捕及偵查。
- 2012年：瑞士選手羅傑·費德勒在英國倫敦舉行的2012年溫布爾登網球錦標賽中獲得男子單打比賽的冠軍，而前一天美國選手小威廉斯則獲得女子單打比賽的冠軍。
- 2013年：教宗方濟各訪問義大利蘭佩杜薩島並對過去數百萬名嘗試進入歐洲而溺斃的難民致意，同時譴責「全球冷漠」的困境。
- 2014年：德国国家足球队在世界杯足球赛半决赛中以7比1擊敗巴西國家足球隊，同時米罗斯拉夫·克洛泽踢進其在世界盃的第16顆進球，成為世界盃史上進球最多的球員。
- 2014年：因應以色列青少年綁架謀殺案，以色列大規模空襲由哈馬斯統治的加薩走廊。
- 2014年：德國公民拉爾斯·米坦克在保加利亞瓦爾納機場失踪；他最後的行踪在YouTube上被廣泛關注。
- 2015年：美國維吉尼亞州東區聯邦地區法院的聯邦地區法官傑拉德·布魯斯·李（英语：Gerald Bruce Lee）以冒犯印地安人為由取消華盛頓紅人隊在中的商標權。
- 2016年：美國和南韓軍方官員同意在南韓境內部署薩德反飛彈系統，以應對朝鮮日益增長的軍事及彈道飛彈和核子武器威脅。
- 2018年：衣索比亞總理阿比·艾哈邁德於阿斯馬拉總統辦公室（英语：President's Office, Asmara）所舉行的厄利垂亞-衣索比亞高峰會（英语：2018 Eritrea–Ethiopia summit）中與厄利垂亞總統伊薩亞斯·阿費沃基進行會議，最終雙方承諾恢復外交關係。
- 2020年：美國最高法院於《安貧小姊妹會聖伯多祿及保祿之家訴賓夕法尼亞州案（英语：Little Sisters of the Poor Saints Peter and Paul Home v. Pennsylvania）》中允許雇主因宗教或道德等因素拒絕根據《患者保護與平價醫療法案》提供避孕保險。
- 2021年：美國總統喬·拜登宣布自阿富汗戰爭以來駐守在阿富汗的美軍將於同年8月31日全面撤軍完畢。[1]
- 2022年：前日本首相安倍晉三於奈良縣奈良市大和西大寺站附近進行的第26屆日本參議院議員通常選舉演講中，遭前海上自衛隊員山上徹也以自製手槍近距離槍擊，後緊急送醫搶救無效身亡，享壽67歲[2]。

## 出生
- 1584年：靜樂公主，明朝公主。（1585年逝世）
- 1593年：阿爾泰米西婭·真蒂萊斯基，意大利畫家。（1652或1653年逝世）
- 1621年：尚·德·拉封丹，法國作家。（1695年逝世）
- 1760年：克里斯蒂安·克蘭普，法國數學家。（1826年逝世）
- 1792年：特蕾莎，巴伐利亞王國王后。（1854年逝世）
- 1808年：喬治·羅伯特·格雷，英國動物學家、作家。（1872年逝世）
- 1830年：亞歷山德拉·約瑟福芙娜，俄罗斯帝國大公夫人。（1911年逝世）
- 1831年：約翰·彭伯頓，美國藥師、化學家，可口可樂發明人。（1888年逝世）
- 1836年：約瑟夫·張伯倫，英國政治家。（1914年逝世）
- 1838年：斐迪南·馮·齊柏林，德國商人、工程師、飛行員。（1917年逝世）
- 1838年：詹姆斯·B·麥克里，美國律師、政治家，第27、37任肯塔基州州長、眾議院議員。（1918年逝世）
- 1839年：約翰·戴維森·洛克菲勒，美國商人、資本家、慈善家，創辦了標準石油。（1937年逝世）
- 1851年：阿瑟·埃文斯，英國考古學家。（1941年逝世）
- 1857年：阿爾弗雷德·比奈，法國心理學家。（1911年逝世）
- 1867年：凱綏·珂勒惠支，德國畫家、版畫家、雕塑家。（1945年逝世）
- 1882年：帕西·葛人傑，澳洲作曲家。（1961年逝世）
- 1885年：恩斯特·布洛赫，德國哲學家。（1977年逝世）
- 1895年：伊戈爾·葉夫根耶維奇·塔姆，蘇聯物理學家，1958年諾貝爾物理學獎得主。（1971年逝世）
- 1904年：昂利·嘉當，法國數學家。（2008年逝世）
- 1906年：菲力普·強生，美國建築師，曾經設計有IDS中心、PPG大厦。（2005年逝世）
- 1907年：喬治·羅姆尼，美國商人、政治家。（1995年逝世）
- 1908年：納爾遜·洛克斐勒，美國政治人物，第41任美國副總統。（1979年逝世）
- 1912年：華智禮，英國陸軍將領（1987年逝世）
- 1919年：瓦爾特·謝爾，德國政治人物，曾任德國聯邦總統。（2016年逝世）
- 1921年：約翰·曼尼，紐西蘭心理學家、性學家、作家。（2006年逝世）
- 1924年：小愛德華·康奈利亞斯·里德，美國檢察長、地方首席大法官。（2013年逝世）
- 1926年：伊麗莎白·庫伯勒-羅絲，瑞士裔美國精神科醫師。（2004年逝世）
- 1945年：米舍利娜·卡爾米-雷伊，瑞士政治家。
- 1951年：安傑麗卡·休斯頓，美國女演員。
- 1952年：瑪麗安娜·威廉森，美國活動家、作家。
- 1957年：王家貞，臺灣政治人物。
- 1958年：凱文·貝肯，美國男演員、歌手。
- 1958年：齊皮·利夫尼，以色列政治家。
- 1958年：妮图·辛格，印度女演員。
- 1959年：羅伯特·克耐普，美國演員。
- 1960年：楊立昆，法國計算機科學家。
- 1961年：三谷幸喜，日本喜劇導演、電視製作人。
- 1964年：聶德權，香港政務官，現任公務員事務局局長，並曾擔任政制及內地事務局局長。
- 1964年：雷宇揚，香港演員。
- 1964年：林雪，香港演員。
- 1967年：陳小春，香港歌手、演員。
- 1967年：大西健晴，日本動畫聲優。
- 1968年：陶山章央，日本配音員。
- 1969年：陳芷菁，香港女藝人。
- 1969年：宮內敦士，日本男性聲優。
- 1969年：SUGIZO，日本創作型歌手、音樂家、製片人暨演員。
- 1970年：貝克，美國歌手、作曲家、音樂家、製片人。
- 1970年：托德·馬丁，美國職業網球選手。
- 1972年：谷原章介，日本演員。
- 1973年：瓦列里·扎盧日內，烏克蘭武裝部隊上將。
- 1975年：郭士強，中國籃球隊主力教練。
- 1976年：柴田博之，日本棒球選手。
- 1977年：王治郅，中國籃球運動員。
- 1977年：米洛·文提米利亞，美國男演員。
- 1978年：小高和剛，日本遊戲製作人、作家。
- 1980年：伊達，巴西職業足球運動員。
- 1980年：羅比·基恩，愛爾蘭職業足球運動員。
- 1981年：阿娜斯塔西亞·米斯基娜，俄羅斯職業女網球運動員。
- 1982年：蘇菲亞·布希，美國女演員。
- 1983年：簡翔棋，台灣歌手。
- 1984年：葉祖新，中國演員。
- 1984年：達妮埃拉·薩拉伊巴，巴西模特兒。
- 1985年：絲特琳·希頓，美國芭蕾舞者。
- 1985年：蒲巴甲，中國男演員、歌手。
- 1986年：傑克·麥克道曼，美國演員。
- 1986年：春咲和津實，日本AV女優。
- 1986年：桑尼·威姆斯，美國職業籃球運動員。
- 1991年：維吉爾·范戴克，荷蘭足球運動員。
- 1992年：孫興慜，韓國足球運動員。
- 1993年：大衛·科倫斯韋，美國男演員。
- 1998年：傑登·史密斯，美國男演員。
- 1998年：瑪雅·霍克，美國女演員。

## 逝世
- 810年：丕平露·卡洛曼，義大利亞倫巴底國王。（771年出生）
- 975年：和平者埃德加，英格蘭國王。（943年出生）
- 1153年：教宗尤金三世，羅馬主教。（1087年出生）
- 1247年：毛利季光，日本鎌倉時代武將。（1202年出生）
- 1623年：教宗額我略十五世，羅馬主教。（1554年出生）
- 1695年：克里斯蒂安·惠更斯，荷蘭天文學家。（1629年出生）
- 1721年：伊利胡·耶魯，威爾斯商人和慈善家。（1649年出生）
- 1809年：康斯坦丁·卡爾·達斯普雷，奧地利將領。（1754年出生）
- 1822年：珀西·比希·雪萊，英國浪漫主義詩人。（1792年出生）
- 1837年：威廉四世，英國國王。（1765年出生）
- 1850年：阿道弗斯王子，劍橋公爵。（1774年出生）
- 1859年：奧斯卡一世，瑞典和挪威國王。（1799年出生）
- 1863年：威廉·漢密爾頓，英國貴族，第十一代漢密爾頓公爵。（1811年出生）
- 1873年：弗朗茲·克薩韋爾·溫德爾哈爾特，德國畫家。（1805年出生）
- 1939年：哈維洛克·艾利斯，英國醫生。（1859年出生）
- 1942年：路易·弗朗謝·德斯佩雷，法國陸軍將領，法國元帥。（1856年出生）
- 1943年：吉列爾莫·瓦倫西亞，哥倫比亞政治人物、外交官、詩人、翻譯家。（1873年出生）
- 1943年：符保盧，中華民國男子撐竿跳高運動員、演員、飛行員。（1914年出生）
- 1946年：亞歷山大·亞歷山德羅夫，俄羅斯作曲家，蘇聯國歌及俄羅斯聯邦國歌作曲者。（1883年出生）
- 1957年：格雷絲·柯立芝，卡爾文·柯立芝妻子，曾任第32任美國第一夫人。（1879年出生）
- 1962年：喬治·巴代伊，法國作家和哲學家。（1897年出生）
- 1967年：費雯·麗，英國影星。（1913年出生）
- 1979年：朝永振一郎，日本物理學家，1965年諾貝爾物理學獎得主。（1906年出生）
- 1979年：，美國化學家，1965年諾貝爾化學獎得主。（1917年出生）
- 1985年：西蒙·史密斯·庫茲涅茨，俄裔美國著名經濟學家，1971年諾貝爾經濟學獎得主。（1901年出生）
- 1993年：亨利·赫茲利特，自由意志主義哲學家、經濟學家，曾任《華爾街日報》、《紐約時報》等報刊的記者。（1894年出生）
- 1994年：金日成，朝鲜最高领导人、朝鲜民主主义人民共和国永远的主席、朝鲜劳动党的创始人、朝鲜民主主义人民共和国开国领袖。（1912年出生）
- 1999年：皮特·康拉德，美國太空人。（1930年出生）
- 2001年：賈蘭坡，中國古人類學家。（1908年出生）
- 2007年：錢德拉·謝卡爾，印度政治家，曾任印度總理。（1927年出生）
- 2008年：約翰·坦伯頓，美裔英國商人和慈善家。（1912年出生）
- 2010年：戴維·布萊克韋爾，美國統計學家。（1919年出生）
- 2011年：貝蒂·福特，美國活動家和貝蒂·福特中心（英语：Betty Ford Center）創辦人，曾為第40任美國第一夫人。（1918年出生）
- 2012年：，美國實力派演員。（1917年出生）
- 2016年：阿卜杜勒·薩塔·伊迪，巴基斯坦著名慈善家。（1928年出生）
- 2022年：羅賓·道爾頓，澳大利亞文學經紀人、電影製片人、回憶錄作家。（1920年出生）
- 2022年：路易斯·埃切韦里亚，墨西哥政治人物，第50任墨西哥总统。（1922年出生）
- 2022年：托尼·西里科，美國男演員。（1942年出生）
- 2022年：若泽·爱德华多·多斯桑托斯，安哥拉政治人物，第2任总统，在任长达38年。（1942年出生）
- 2022年：安倍晉三，日本政治人物、經濟學家，第90、96－98任日本內閣總理大臣。（1954年出生）

## 节假日和习俗
- 世界過敏組織與世界衛生組織：世界過敏性疾病日（2005年起）
- 基督教：
  - 奧佈和薩瓦斯（英语：Abda and Sabas）紀念日
  - 格林柏德（英语：Grimbald）紀念日
  - 聖基利安（英语：Saint Kilian）、聖托納和聖柯爾曼（英语：Saint Colman (martyr)）紀念日
  - 希索波利斯的安特米烏斯（英语：Procopius of Scythopolis）紀念日
  - 馬爾利的特奧巴登（英语：Theobald of Marly）紀念日

## 外部來源
- （英文）BBC ON THIS DAY（页面存档备份，存于）
- （英文）On This Day: July 8（页面存档备份，存于）